# Copestylum spectrale
Copestylum spectrale är en tvåvingeart som först beskrevs av Hull 1942.  Copestylum spectrale ingår i släktet Copestylum och familjen blomflugor. Inga underarter finns listade i Catalogue of Life.